# Microrégion du Purus

Localisation de la microrégion du Purus.

La microrégion du Purus est l'une des trois microrégions qui subdivisent le Sud de l'État de l'Amazonas au Brésil.
Elle comprend trois municipalités qui regroupaient 52 903 habitants en 2006 pour une superficie totale de 187 373 km2.

## Municipalités[1]
- Canutama
- Lábrea
- Tapauá